# كاناسراغا (نيويورك)
كاناسراغا (بالإنجليزية: Canaseraga, New York)‏ هي منطقة سكنية تقع في الولايات المتحدة في مقاطعة ألليغاني، نيويورك. يقدر عدد سكانها بـ 550 نسمة ومساحتها 3.3 كم2 وترتفع عن سطح البحر 381 متر.

## التركيبة السكانية
حدّد مكتب تعداد الولايات المتحدة بيانات التركيبة السكانية لكاناسراغا في تعداد الولايات المتحدة. في ما يلي، التركيبة السكانية حسب تعدادي 2000 و2010.

### تعداد عام 2000
بلغ عدد سكان كاناسراغا 594 نسمة بحسب تعداد عام 2000، وبلغ عدد الأسر 220 أسرة وعدد العائلات 166 عائلة مقيمة في القرية. في حين سجلت الكثافة السكانية 216 نسمة لكل كيلومتر مربع (559.4/ميل2). وبلغ عدد الوحدات السكنية 253 وحدة بمتوسط كثافة قدره 92 لكل كيلومتر مربع (238.3/ميل2).
وتوزع التركيب العرقي للقرية بنسبة 98.65% من البيض و0.17% من الأمريكيين الأصليين و0.17% من الأمريكيين ذوي الأصول الآسيوية و0.17% من الأعراق الأخرى و0.84% من عرقين مختلطين أو أكثر و0.17% من الهسبانيون أو اللاتينيون من أي عرق.
بلغ عدد الأسر 220 أسرة كانت نسبة 39.1% منها لديها أطفال تحت سن الثامنة عشر تعيش معهم، وبلغت نسبة الأزواج القاطنين مع بعضهم البعض 57.3% من أصل المجموع الكلي للأسر، ونسبة 13.6% من الأسر كان لديها معيلات من الإناث دون وجود شريك، بينما كانت نسبة 4.5% من الأسر لديها معيلون من الذكور دون وجود شريكة وكانت نسبة 24.5% من غير العائلات. تألفت نسبة 20.9% من أصل جميع الأسر من عدة أفراد يعيشون في نفس المنزل ونسبة 7.3% كانت تتألف من شخص يعيش بمفرده يبلغ من العمر 65 عاماً أو أكثر. وبلغ متوسط حجم الأسرة المعيشية 2.70، أما متوسط حجم العائلات فبلغ 3.02.
بلغ العمر الوسطي للسكان 36.2 عاماً. وكانت نسبة 28.8% من القاطنين تحت سن الثامنة عشر، وكانت نسبة 7.6% بين الثامنة عشر والرابعة والعشرين عاماً، ونسبة 28.3% كانت واقعةً في الفئة العمرية ما بين الخامسة والعشرين والرابعة والأربعين عاماً، ونسبة 23.1% كانت ما بين الخامسة والأربعين والرابعة والستين، ونسبة 12.3% كانت ضمن فئة الخامسة والستين عاماً فما فوق. يوجد لكل 100 أنثى 104.8 ذكر، ويوجد لكل 100 أنثى في الثامنة عشر من عمرها فما فوق 106.3 ذكر.
بلغ متوسط دخل الأسرة في القرية 35,469 دولارًا، أما متوسط دخل العائلة فبلغ 39,000 دولارًا. وكان متوسط دخل الذكور 35,313 دولارًا مقابل 20,938 دولارًا للإناث. وسجل دخل الفرد الخاص بالقرية 14,971 دولارًا. وكانت نسبة 10.2% من العائلات ونسبة 12.8% من السكان تحت خط الفقر، وكان من هؤلاء نسبة 23.4% تحت سن الثامنة عشر ونسبة 3.1% في الخامسة والستين من العمر وما فوق.

### تعداد عام 2010
بلغ عدد سكان كاناسراغا 550 نسمة بحسب تعداد عام 2010، وبلغ عدد الأسر 222 أسرة وعدد العائلات 150 عائلة مقيمة في القرية. في حين سجلت الكثافة السكانية 200 نسمة لكل كيلومتر مربع (518.0/ميل2). وبلغ عدد الوحدات السكنية 248 وحدة بمتوسط كثافة قدره 90.2 لكل كيلومتر مربع (233.6/ميل2).
وتوزع التركيب العرقي للقرية بنسبة 97.45% من البيض و0.18% من الأمريكيين الأفارقة و0.55% من الأمريكيين الأصليين و0.36% من الأعراق الأخرى و1.45% من عرقين مختلطين أو أكثر و1.27% من الهسبانيون أو اللاتينيون من أي عرق.
بلغ عدد الأسر 222 أسرة كانت نسبة 34.7% منها لديها أطفال تحت سن الثامنة عشر تعيش معهم، وبلغت نسبة الأزواج القاطنين مع بعضهم البعض 45.9% من أصل المجموع الكلي للأسر، ونسبة 15.3% من الأسر كان لديها معيلات من الإناث دون وجود شريك، بينما كانت نسبة 6.3% من الأسر لديها معيلون من الذكور دون وجود شريكة وكانت نسبة 32.4% من غير العائلات. تألفت نسبة 28.4% من أصل جميع الأسر من عدة أفراد يعيشون في نفس المنزل ونسبة 10.8% كانت تتألف من شخص يعيش بمفرده يبلغ من العمر 65 عاماً أو أكثر. وبلغ متوسط حجم الأسرة المعيشية 2.48، أما متوسط حجم العائلات فبلغ 3.01.
بلغ العمر الوسطي للسكان 39.0 عاماً. وكانت نسبة 25.5% من القاطنين تحت سن الثامنة عشر، وكانت نسبة 7.8% بين الثامنة عشر والرابعة والعشرين عاماً، ونسبة 25.3% كانت واقعةً في الفئة العمرية ما بين الخامسة والعشرين والرابعة والأربعين عاماً، ونسبة 28.5% كانت ما بين الخامسة والأربعين والرابعة والستين، ونسبة 12.9% كانت ضمن فئة الخامسة والستين عاماً فما فوق. وتوزع التركيب الجنسي للسكان بنسبة 50.4% ذكور و49.6% إناث.

## أعلام
- أغسطس شابمان ألين